# Ануш (опера)
«Ануш» (арм. Անուշ) — опера армянского композитора Армена Тиграняна, написанная в 1912 году.

## История
Армен Тигранян, написавший и музыку, и либретто оперы «Ануш» работал над ней с 1908 по 1912 год. Впервые фрагменты оперы были представлены в 1908 году в Тифлисе. 
Премьера оперы состоялась 4 августа 1912 года в зале Народного собрания Александрополя (ныне Гюмри), силами любительского коллектива под управлением Г. Бурковича. Главные партии исполняли Астхик Марикян (Ануш) и Шара Тальян (Саро). «Ануш» стала первой оперой, написанной не только на армянском языке, но и в рамках армянской национальной традиции. 
На профессиональной сцене опера была поставлена в 1919 году в Тифлисе по случаю 50-летнего юбилея Ованеса Туманяна, поэма которого стала литературным источником «Ануш».  
В 1935 году опера поставлена Ереванским оперным театром.

## Действующие лица
| Ануш             | сопрано                |
| Саро             | тенор                  |
| Моси             | баритон                |
| Староста (кехва) | бас                    |
| Оган             | бас                    |
| Мать Ануш        | меццо-сопрано          |
| Мать Capo        | меццо-сопрано          |
| Подруги Ануш     | сопрано, меццо-сопрано |
| Шафер            | баритон                |

## Сюжет
Молодая крестьянская девушка Ануш и юноша Capo любят друг друга. Ничто не мешает их браку и счастью. Но на свадьбе, повинуясь воле старейшин, Capo и брат Ануш Моси состязаются в борьбе. Обычай требует, чтобы в состязании подобного рода не было ни победителя, ни побеждённого. Однако, охваченный азартом, Capo забывает об условии и бросает Моси на землю. Нарушен обычай, нанесена обида, которую можно смыть только кровью. Одержимый жаждой мести, Моси убивает Capo. Ануш, обезумевшая от горя, бросается в реку. Гибель Ануш и Capo, жертв убийственных традиций, оплакивают односельчане.

## В кино
В 1983 году был снят фильм-опера «Ануш».